# Reinhold Schaffrath
Reinhold Schaffrath (* 1946) ist ein deutscher Schauspieler, Sänger, Theaterwissenschaftler und Regisseur. Er lebt heute in einer Kleinstadt bei Wien. Nach dem Abitur am Gymnasium in Meppen machte er eine Ausbildung zum Opernsänger, Schauspieler und Gesangspädagogen. Danach folgte ein Studium der Theaterwissenschaften. In Österreich war Schaffrath an mehreren Schulen als Musiklehrer tätig und gab als Gesangslehrer internationale Meisterkurse.

## Werke
- Ein Ochse ist nicht sehr für Züchtungen geeignet. dtv, München 2004, ISBN 3-423-20735-3.
- Schule – ein Theater? Context, Obertshausen 2004, ISBN 3-924-07235-3.
- Ich bitte um Lieferung von sechs Kilo Sitzfleisch. dtv, München 2005, ISBN 3-423-20791-4.